# Gomphus kinzelbachi
Gomphus kinzelbachi är en trollsländeart som beskrevs av Schneider 1984. Gomphus kinzelbachi ingår i släktet Gomphus och familjen flodtrollsländor. IUCN kategoriserar arten globalt som otillräckligt studerad. Inga underarter finns listade i Catalogue of Life.